# Полиуретановое связующее
Полиуретановое связующее — разновидность однокомпонентного полиуретанового клея, обладающего определёнными физико-химическими свойствами. Применяется главным образом при изготовлении спортивных покрытий из резиновой крошки. Данные покрытия отличаются хорошей водопроницаемостью, устойчивостью к истиранию и великолепными амортизирующими свойствами.
В России полиуретановое связующее представлено как российскими, так и импортными производителями.
Внешний вид полиуретанового связующего — Однородная прозрачная бесцветная или беловатая вязкая жидкость.
Фотографии Архивная копия от 19 апреля 2014 на Wayback Machine

### Принцип действия
Однокомпонентное полиуретановое связующее представляет собой раствор длинных полимерных молекул — полиэфиров и изоцианат. Кроме этого также имеется сшивающий агент. При нанесении раствора полимера на склеиваемую поверхность его молекулы проникают в пористую структуру материала, например, резину. При взаимодействии с влагой из воздуха происходит процесс полимеризации и молекулы полимеров «сцепляются» как друг с другом, так и с молекулами резины с образованием конгломерата молекул, который трудно разделить. Особенность данного вида связующего связана с разработкой оптимальных полимеров, которые хорошо совмещаются со склеиваемой поверхностью. Кроме того, они лучше проникают в структуру материала, что приводит к хорошей адгезии и высокой прочности клеевого соединения. Благодаря этим разработкам однокомпонентные клеи становятся всё лучше и позволяют прекрасно решать многие простые задачи по склеиванию.
При оценке качества полиуретановых клеев прежде всего устанавливают стабильность клеевого соединения в течение длительного промежутка времени, обращая внимание на процесс его разрушения. В первую очередь наблюдается старение под действием механической нагрузки и гидролиз. Оба эти фактора приводят к разрыву в определённых местах цепочек полимера и, следовательно, к резкому их сокращению. Которое при старении происходит физическим путём, а при гидролизе — благодаря химической реакции с водой. Влажность воздуха, повышенная температура и ультрафиолетовое излучение дополнительно способствуют постепенному разрушению полиуретанового соединения.
Этот процесс разрушения нельзя прекратить — гидролиз всегда только вопрос времени — но можно замедлить и уменьшить его последствия с помощью сшивающего агента, например, изоцианата. Он соединяет молекулы полимеров друг с другом во время отверждения, поэтому они теперь больше свободно не располагаются друг относительно друга, а образуют объёмную сетевую структуру. Вследствие чего, прежде чем трещины в клеевом соединении станут заметными, возникают микротрещины в полимерной цепочке. Только когда они станут увеличиваться, возникнут заметные трещины. Благодаря сетевой структуре из химических связей эти микротрещины своевременно фиксируются и не могут увеличиваться. Таким образом, разрушение происходит не так быстро.
| Состав                                                               | Полиуретановый преполимер, целевые добавки                                |
| -------------------------------------------------------------------- | ------------------------------------------------------------------------- |
| Содержание нелетучих веществ                                         | 100 %                                                                     |
| Время отверждения покрытия (при +20°С и отн. влажности воздуха 70 %) | пешеходные нагрузки - не более 24ч транспортные нагрузки — через 3-5 дней |
| Рекомендуемый фракционный состав резиновой или ЭПДМ крошки           | от 2.0 мм до 6,0 мм                                                       |
| Содержание групп -NCO                                                | 10.89 %                                                                   |
| Вязкость при 25 °С                                                   | 2550 мПа * с                                                              |
| Адгезионная прочность                                                | не менее 1,5 Н/мм2                                                        |

### Технология применения
1. Подготовка поверхности.

Покрытие обычно наносится на бетонное, асфальтовое или деревянное основание.
Для обеспечения высокой адгезии покрытия, основание очищают от грязи, пыли, удаляют участки бетона и асфальта, подвергшиеся разрушению. Бетонную поверхность подвергают шлифовке с целью удаления цементного молока, слоя железнения. Шлифовку бетона осуществляют по сухому или слегка влажному основанию, затем пыль удаляют пылесосом. Необходимо исключить прилипание мокрой пыли к основанию во время шлифовки. Если покрытие делается на улице, желательно обеспечить небольшой уклон основания для воды.
Перед нанесением покрытия основание должно быть чистым, сухим, слегка шероховатым.
Работы на открытом воздухе желательно проводить при температуре не ниже +5°С и в сухую погоду.
1. Грунтование.

Для обеспечения хорошего сцепления основания и покрытия, подготовленное согласно п.1 основание грунтуют. В качестве грунта используют следующие виды грунтовок:
— Грунтовка на основе лака
применяется для пропитки, упрочнения, обеспыливания, увеличения ударной и химической стойкости бетонного основания. Пропитку бетона на
4-6 мм осуществляют смесью лака и растворителя в пропорции 1:1 в два слоя с промежуточной сушкой 6ч8 часов. Расход грунтовки на два слоя грунтования 0,2 кг/м2.
1. Укладка покрытия.

В бетономешалке либо вручную готовят смесь следующего состава (из расчета на 1 м2 при толщине покрытия 10 мм):
— крошка резиновая — 6 кг
— связующее — 1,2 кг
— пигмент (при необходимости) — 0,15-0,3кг
Приготовленная смесь выкладывается на загрунтованное основание, разравнивается раклями и прикатывается валиком, смазанным антиадгезивом.
При температуре 20°С и относительной влажности воздуха 80 % покрытие отверждается до пешеходной нагрузки за одни сутки. Эксплуатация в полном объеме — через одну неделю.
Скорость отверждения покрытия тем выше, чем выше температура и относительная влажность воздуха.

### Меры безопасности
Полиуретановое связующее не содержит легковоспламеняющихся жидкостей и при температуре 20°С представляет собой вязкую жидкость, нерастворимую в воде и растворимую в полярных органических растворителях. Оно способно вступать в химическое взаимодействие с водой, сопровождающееся выделением диоксида углерода. При работе со связующим запрещается курить, использовать открытый огонь и неисправное электрооборудование. Персонал, работающий со связующим, должен быть обеспечен спецодеждой, защитными перчатками и очками и проинструктирован о необходимых мерах безопасной работы. В случае если работы со связующим проводятся в закрытом помещении, оно должно быть оборудовано принудительной вентиляцией либо иметь условия для обеспечения интенсивного проветривания. При работе со связующим не допускать попадания его на открытые участки кожи, в рот и глаза. При попадании связующего в глаза следует промыть их большим количеством воды и немедленно обратиться к врачу.

### История
С момента появления полиуретанов в 1937 г. д-р Отто Байер (Otto Bayer), руководитель главной научной лаборатории I.G. Farbenindustrie в Леверкузене (Германия) активно искал различные способы применения своего изобретения. В 50 годах 20 века полиуретаны стали применяться в различных областях производства. И в 1958 года полиуретановые покрытия на основе марок Desmodur и Desmophen приобретают широкую популярность и становятся синонимом высокоэффективных ремонтных лаков для автомобилей, судов и самолетов. Благодаря разнообразию составов и свойств полиуретановые клеи уверенно занимают свою нишу на «клеевом» рынке.